# Lepyrodontopsis trichophylla
Lepyrodontopsis trichophylla là một loài Rêu trong họ Brachytheciaceae. Loài này được (Sw. ex Hedw.) Broth. mô tả khoa học đầu tiên năm 1925.